# トロ・ロッソ STR13
トロ・ロッソ STR13 (Toro Rosso STR13) は、スクーデリア・トロ・ロッソが2018年のF1世界選手権参戦用に開発したフォーミュラ1カーである。

## 概要
2018年2月21日にシェイクダウンを行い、2月26日に初日を迎えたカタロニア・サーキットでのプレシーズンテストに先立って新車発表会が行われた。本年よりホンダのパワーユニット（PU）が搭載された。
いくつか設計変更は行われ、ノーズは突起のついたワイド＆ローの形状を採用し、本年より装着が義務付けられた「Halo」の上部にはフェアリングが施され、リアエンドの下部の絞り込みが深くなっている。また、ホンダPUへ変更する契約締結が遅かったこともあり、チームはルノーPUを前提に車体の開発を進めていた。その関係でトランスミッションやギヤボックス周りの設計に関しては大幅な変更を迫られることになったが、V6ターボになってからチームはほぼ毎年のようにPUを変更してきたこともあり、大きな混乱もなく設計変更は順調に進んだとしている。実際、プレシーズンテストまでに遅れを出さず完成させることはできたものの、準備期間が十分ではなかったため、純粋な新設計というより、STR12の改設計という面が強かった。そのため、準備期間の少なさが結果的にシーズンに影響を与えることとなった。

## 2018年シーズン
ドライバーは前年終盤に起用されたピエール・ガスリーとブレンドン・ハートレイが引き続き務める。
カタロニア・サーキットで行われたプレシーズンテストでは順調に周回をこなし、トロ・ロッソ及びホンダPUにおけるテストの走行距離の最長記録を更新した。
その経験を手に望んだ開幕戦オーストラリアGPでは、まさかのガスリーがPUトラブルのリタイア、ハートレイは最下位で終わった。だが、第2戦バーレーンGPではセッティングが上手くいきガスリーが予選Q3進出の4位入賞を果たし、ホンダとしては2015年に復帰してからの最高順位。トロ・ロッソも数少ない4位入賞の一つとなった。

ここから、本領を発揮するかと思われたが、第3戦以降もマシンのセットアップに悩まされ、第5戦スペインGPのフリー走行でマシンのセッティングの再構成が必要なことを把握したが、それでもマシンのセッティングに苦戦。そんななか、第6戦モナコGPや第12戦ハンガリーGPでのガスリーがQ3進出の入賞など、性能差が少なくなる低速コースでは好成績を叩き出した。一方で、ハートレイは第4戦アゼルバイジャンGPと第11戦ドイツGPを共に10位入賞を果たしたものの、前述の影響によって苦戦を強いられていた面もあるが、彼に限っては第10戦イギリスGPまで（彼自身の運転ミスのケースもあるが）何らかの外的要因に遭遇するなど運から見放された感があり、ここまでノートラブルで終えたGPが一つもない状況であった。
サマーブレイクが明け、第13戦ベルギーGPのガスリーが9位入賞。第14戦イタリアGPは決勝こそ2台とも他車との接触が原因で不調に終わるが、予選ではガスリーがQ3進出を果たすなど好調なスタートを切ったかと思われた。だが、第15戦シンガポールGPから低迷。第16戦ロシアGPでペナルティを消化してホンダが投入した「スペック3」により、第17戦日本GPの予選では2台ともQ3に進出してハートレイが6位、ガスリーが7位の大健闘がシーズン最後の輝きとなってしまい、同GPは入賞圏外で終えた。以降はレース展開などのチャンスを生かして第18戦アメリカGPと第19戦メキシコGPにて下位ながらも入賞し、ポイントを若干稼いだものの、ザウバーに抜かれコンストラクターズ9位に終わった。
シーズン全体としては、ガスリーがQ3進出を果たしたGPでの入賞や時折見せた彼の好走やハートレイの不運さが目立ったが、実際のところ、タイヤ戦略を含むチーム側のミスやマシンセッティングの不発で入賞のチャンスを逃した点の方が大きかった。更にホンダPUに合わせた設計を突き詰められないまま完成させたこともあり、ダウンフォースが不安定になってしまった空力やトラクション不足気味のシャシーなど課題を抱えたマシンとなり、それもチームを苦しめることとなった。また、シーズン後半はテクニカルディレクターのジェームス・キー離脱の影響による混乱も少なくなく、シーズン終了後にチーム代表のフランツ・トストがシャシー側の開発不足があったとの認識を示したように、マシンの熟成に失敗したことも影響した。
また、PUのコンポーネント交換が他チームと比べて非常に多く、シーズン前半戦(ハンガリーGP)終了時点でハートレイがエンジン(ICE)だけで年間最大基数の2倍の6基、他のコンポーネントも既に年間最大基数を超えており、ガスリーもICEとMGU-Kが1基ずつ少ないだけとなっている。ただし、ホンダ側が担当した分野の故障による決勝リタイアはオーストラリアGPと最終戦アブダビGPのガスリーの2回のみで、オーストリアGPとイギリスGPのハートレイのリタイアは、トロロッソ側にも責任があるもので、仮にそれらをカウントしても4回に留まっており、他は巻き込まれ事故が中心である。そのため、前年のような故障による交換ではなく、予選順位が悪かった後の「戦略的交換」を行うことが多く、来シーズンからホンダPUを搭載することが決まっているレッドブルのマックス・フェルスタッペンは、コンポーネント交換が多いからホンダPUの信頼性が低いと解釈するのは間違いだと考えている。チーム代表のフランツ・トストも、ホンダPUの信頼性向上を評価している。
そのため、結果的に見れば、ダウンフォースのセッティングがしやすい低速コース（ハンガロリンクなど）などの好成績や高速コース（スパ・フランコルシャンなど）での奮闘など明るいニュースもあったが、シーズンを通じてマシンのセットアップに悩まされた。他にもアクシデントに巻き込まれたことによるリタイアや失速、ドライバーによるミスでチャンスを失う、決勝リタイアこそ少なかったものの、カナダGPのようなフリー走行あるいは予選で実走後のトラブル発生や日本GP後にスペック3の緊急点検の実施など、一基当たりのの長期使用や信頼性という点では一抹の不安を抱えており、評価が分かれるシーズンとなった。

## スペック

### シャシー
- 名称：STR13
- シャシー構造：スクーデリア・トロ・ロッソ コンポジットモノコック
- フロントサスペンション：スクーデリア・トロ・ロッソ カーボンファイバー製ダブルウィッシュボーン プッシュロッド トーションバースプリング アンチロールバー
- リアサスペンション：スクーデリア・トロ・ロッソ カーボンファイバー製ダブルウィッシュボーン プルロッド トーションバースプリング アンチロールバー
- パワーステアリング：スクーデリア・トロ・ロッソ
- ギアボックス：スクーデリア・トロ・ロッソ カーボンファイバーコンポジット製ケース
- ギア数：8速 油圧式
- 排気システム：ホンダ
- ブレーキキャリパー：ブレンボ
- ブレーキ・バイ・ワイヤ：スクーデリア・トロ・ロッソ
- ステアリング：スクーデリア・トロ・ロッソ
- ドライバーズシート：スクーデリア・トロ・ロッソ
- ペダル：スクーデリア・トロ・ロッソ
- 消火システム：スクーデリア・トロ・ロッソ
- タイヤ：ピレリ
- 燃料システム：スクーデリア・トロ・ロッソ ATL製タンク
- 重量：733kg

### エンジン
- 名称：ホンダ RA618H
- 気筒数：V型6気筒
- 排気量：1,600cc
- 最高回転数：15,000rpm（レギュレーションで規定）
- バルブ数：24
- 角度：90度
- 重量：145kg
- 燃料・潤滑油：エクソンモービル[16]

## 記録
| 年   | No. | ドライバー | 1   | 2   | 3   | 4   | 5   | 6   | 7   | 8   | 9   | 10  | 11  | 12  | 13  | 14  | 15  | 16  | 17  | 18  | 19  | 20  | 21  | ポイント | ランキング |
| 年   | No. | ドライバー | AUS | BHR | CHN | AZE | ESP | MON | CAN | FRA | AUT | GBR | GER | HUN | BEL | ITA | SIN | RUS | JPN | USA | MEX | BRA | ABU | ポイント | ランキング |
| ---- | --- | ---------- | --- | --- | --- | --- | --- | --- | --- | --- | --- | --- | --- | --- | --- | --- | --- | --- | --- | --- | --- | --- | --- | -------- | ---------- |
| 2018 | 10  | ガスリー   | Ret | 4   | 18  | 12  | Ret | 7   | 11  | Ret | 11  | 13  | 14  | 6   | 9   | 14  | 13  | Ret | 11  | 12  | 10  | 13  | Ret | 33       | 9位        |
| 2018 | 28  | ハートレイ | 15  | 17  | 20† | 10  | 12  | 19† | Ret | 14  | Ret | Ret | 10  | 11  | 14  | Ret | 17  | Ret | 13  | 9   | 14  | 11  | 12  | 33       | 9位        |

- 太字はポールポジション、斜字はファステストラップ（key）
- † 印はリタイアだが、90%以上の距離を走行したため規定により完走扱い。